# Гап (хоккейный клуб)
«Гап» (фр. Gap) — хоккейный клуб из города Гап. Основан в 1937 году. Выступает в Французской хоккейной лиге. Домашние матчи проводит в ледовом дворце Брауна-Феррана.

## История
Спортивный клуб «Гап» был основан в 1937 году. В чемпионате Франции по хоккею с шайбой дебютировал спустя 8 лет. В последующие годы выступал во второй лиге Франции. Самым успешным периодом стали семидесятые годы: клуб дважды завоевал золото французского чемпионата. В 1996 году клуб одержал победу во второй французской лиге и вернулся в элиту, но вскоре снова покинул её. В сезоне 2008/09 команда в очередной раз возвращается в лигу Магнуса. В 2015 году «Гап» завоевал третье золото в своей истории. С 2015 года принимает участие в розыгрышах хоккейной Лиги чемпионов.

## Достижения
- Чемпионат Франции по хоккею:
  - Победители (3)  : 1977, 1978, 2015